# St Joseph's Catholic Church, Tarago
St Joseph's Catholic Church (svenska: S:t Josefs katolska kyrka) är en kyrka belägen i Tarago i New South Wales i Australien som tillhör Romersk-katolska kyrkan. Byggandet påbörjades den 7 december 1902, och det dröjde 15 månader, till mars 1904, innan kyrkobyggnaden fullbordades och invigdes. Kyrkobyggnaden kostade drygt 500 australiska pund. I juli 2012 meddelades det att kyrkan riskerar att stängas.